# Kapala (Koutiala)
Kapala è un comune rurale del Mali facente parte del circondario di Koutiala, nella regione di Sikasso.
Il comune è composto da 5 nuclei abitati:
- Chicolomba
- Kapala
- N'Torlani
- Sadiola
- Womo